# Pierre Louis Reich de Pennautier
Pierre-Louis de Reich de Pennautier, né en 1635, mort à Montpellier le 2 août 1711 à l'âge de 76 ans, est un financier français, homme d'affaires protégé par le cardinal de Bonzi, receveur général du Clergé de France et trésorier de la bourse de la province de Languedoc.

## Sollicité par Colbert
Pierre-Louis est de le fils de Bernard de Reich de Pennautier, receveur général du clergé, mort en 1650. Il a un frère aîné, Henri de Reich de Pennautier, qui hérite de la charge de son père après sa mort.
Pierre-Louis de Reich de Pennautier n'était ni un proche ni un protégé de Colbert comme le montre leur correspondance. Il accepte de s'intéresser à deux projets importants de Colbert dans le Languedoc, région dont il dirige les États dès 1653, huit ans avant l'arrivée au pouvoir de Colbert, et où l'avaient précédé son père et son frère ainé.
De plus, dès 1664, Pennautier avait été taxé par la Chambre de justice à une amende de 38 154 livres, en compagnie d'autres grands financiers du temps.
Lancés tous deux dès 1666, les deux autres projets de Colbert dans cette région, la manufacture de draps des Saptes et la Compagnie royale des mines et fonderies du Languedoc patinent tous deux en 1669, le premier à cause de la concurrence de la Manufacture des draps de Villeneuvette, également créée par Colbert, et le second parce que les financiers, dont Pennautier, se voient reprocher par Colbert un sous-investissement.
Le 14 juillet 1670, à Paris, il épouse Magedeleine Françoise Le Secq.

## Le début difficile de deux projets industriels dans sa région
En 1666, Penautier est l'un des directeurs de la Compagnie royale des mines et fonderies du Languedoc, qui devait mettre en exploitation les gisements de plomb et de cuivre du Languedoc, du Rouergue et du pays de Foix, pour établir des fonderies. Un ingénieur de Carcassonne, Chénier, part en Allemagne étudier les mines du Harz et de la Saxe, et commence les travaux en juillet 1666, au retour de sa mission, pour une dépense de moins de 50 000 livres, dans une vingtaine d'ateliers. La Compagnie avait sollicité Colbert pour faire venir de Suède des mineurs habitués à la recherche des filons et au traitement du minerai. Le fils de Guillaume de Bèche s'installe alors dans la région. Mais l'entreprise concentra très vite ses efforts sur trois sites avant de jeter l'éponge en 1670, faut d'investissement des financiers.
En 1667 il échange des courriers avec Colbert lors de la création de la manufacture de draps des Saptes à Carcassonne, dans lesquels il se montre optimiste sur les perspectives commerciales, Colbert insistant pour faire venir des ouvriers des Pays-Bas. En 1669, la compagnie ne reçoit que la moitié du prêt de 40 000 livres prévu pour son développement. L'entreprise de draps employait  200 ouvriers en 1689, mais cesse le travail à la mort du directeur, Noël de Varennes.

## Un acteur central de l'affaire des poisons
Lors de l'affaire des poisons, Colbert multiplie les efforts pour ramener en France la marquise de Brinvilliers, dont les lettres compromettent Pierre Louis Reich de Pennautier.
Compromis, il est emprisonné le 15 juin 1676 à la Conciergerie, après avoir été mis en cause par la marquise de Brinvilliers, arrêtée deux mois et demi plus tôt et qui déclare aux enquêteurs« s'il dégoutte sur moi, il pleuvra sur Penautier ».
Les écrits trouvés par hasard dans la cassette de la marquise de Brinvilliers le 16 juillet 1672, tout au début de l'affaire de l'affaire des poisons, sont la pièce principale du dossier. Dans cette cassette, la police trouve une procuration de Pennautier datée du 17 février 1669, autorisant un marchand de Carcassonne, Cusson, à recevoir par l'entremise de Godin de Sainte-Croix, de la part de la Marquise de Brinvilliers, une somme de 10 000 livres qu'il lui aurait prêtée sous le nom de Paul Sardan. Cusson est alors une relation d'affaire de Pennautier, son associé dans la Manufacture de draps des Saptes.
Pierre Louis de Reich de Pennautier ne pourra cependant être emprisonné que quatre ans plus tard car la marquise de Brinvilliers citée à comparaître devant la justice le 22 août 1672, s'est réfugiée à Londres puis à Liège, chez Bruant, l'ancien premier commis de Nicolas Fouquet.
Il fit intervenir de nombreux ecclésiastiques et fut libéré de prison le 27 juillet 1677 après treize mois dans les geôles de la Conciergerie. Il prêta alors plus de 500 000 livres à Pierre-Paul Riquet pour le creusement du canal du Midi, Colbert lui ayant demandé avec insistance de s'occuper de ce canal, apportant ainsi 40 % des capitaux propres du projet.
Pierre Louis de Reich de Pennautier avait été cité dans une autre affaire d'empoisonnement : Mme Hanivel de Saint Laurens, veuve de l'ancien receveur du Clergé de France l'accuse d'avoir empoisonné son mari le 2 mai 1669, pour pouvoir prendre possession de sa charge, ce qu'il fit effectivement le 12 juin 1669, soit seulement un mois après. Receveur du clergé pendant les six années suivantes, Penautier a ensuite été renouvelé dans ses fonctions par l'assemblée générale du clergé, pour dix ans (1675-1685).
Les avocats défendant Pierre Louis Reich de Pennautier invoquèrent le fait que l'une ses deux accusatrices, la veuve Hanivel de Saint Laurens ne le désignait pas nommément dans ses premières accusations, parlant simplement d'un "quidam". Leur défense ne nie pas les pièces de l'accusation mais affirment qu'un des documents datés de 1669 était en fait de 1667.
Madame de Sévigné parle de cette affaire dans ses lettres, et Saint-Simon dans ses Mémoires,.

## Le prédécesseur d'Antoine Crozat
Grand financier de Louis XIV, Antoine Crozat fut le secrétaire de Pennautier, à l'âge de 17 ans, puis son caissier et enfin son successeur au poste de trésorier des États du Languedoc avant de devenir le « plus riche homme de Paris », selon Saint-Simon. Très pieux, comme Pennautier, Crozat deviendra l'un des principaux actionnaires de la Compagnie de Guinée, qui a joué un rôle de premier plan dans la traite négrière, puis le propriétaire de l'intégralité de la Louisiane, peu après sa découverte.
Les deux hommes ont eu chacun leur hôtel particulier ou leur parcelle sur la Place Vendôme, toujours visibles :
- Au numéro 17, l'Hôtel Crozat l'un des plus anciens de la place, construit avant 1703, par Pierre Bullet pour Antoine Crozat, acquéreur du terrain dès 1700 et qui y vécut avec son épouse jusqu'en 1738,
- Au numéro 19, l'Hôtel d'Évreux, sur une parcelle vendue en 1700 à Pennautier, qui le 5 août 1706 céda le terrain et sa charge à Antoine Crozat, qui porta l'année suivante la parcelle à 3,800 mètres carrés et fit construire l'hôtel par Pierre Bullet, pour y loger sa fille, alors âgée de douze ans, et son gendre, Louis-Henri de La Tour d'Auvergne, comte d'Évreux.

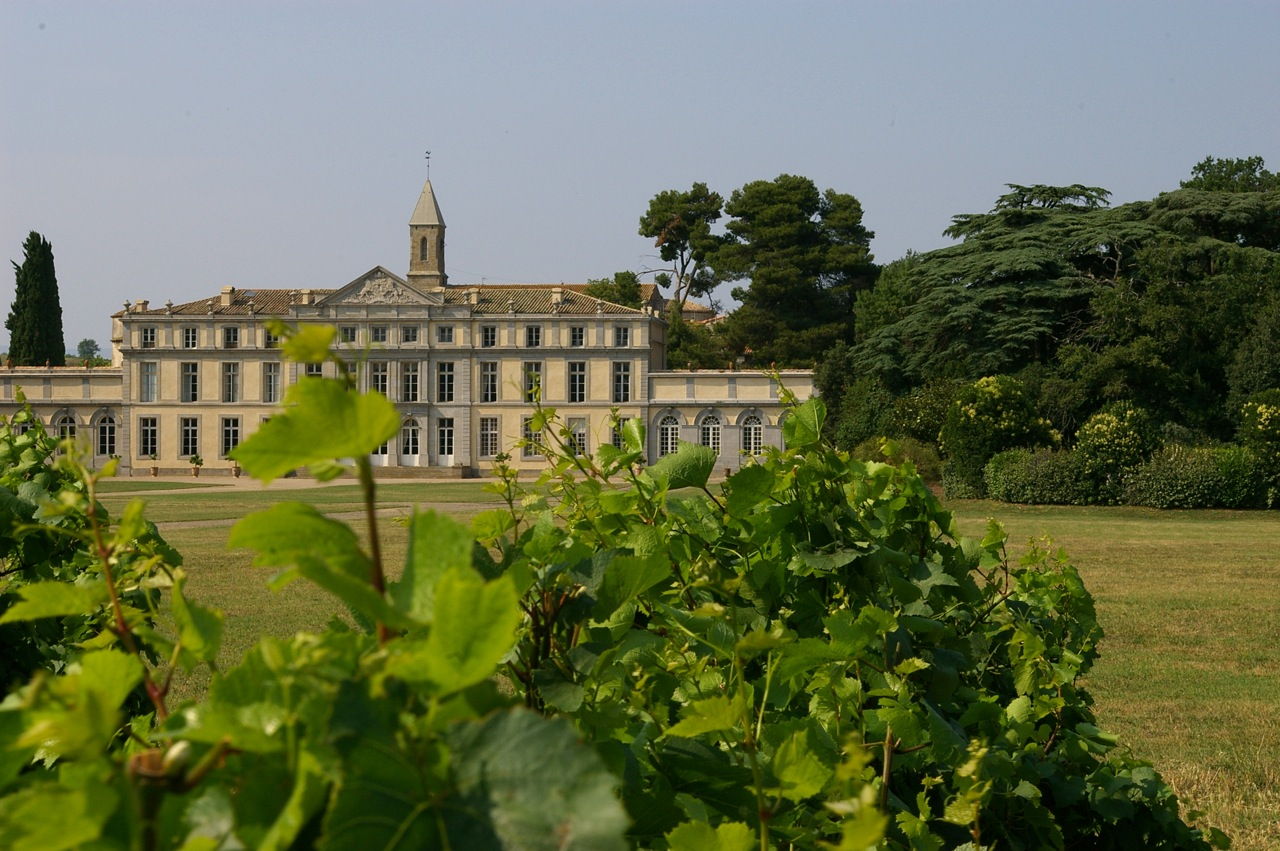
Le château de Pennautier dans l'Aude.

Pennautier séjourne régulièrement à Versailles à la cour de Louis XIV d’où il rapporte modes architecturales et impulsion politique et économique. En 1670, il confie à Louis Le Vau, l’architecte de Versailles, l’agrandissement du château de Pennautier, appartenant à son frère Henri, et à Le Nôtre le dessin du parc à la française[réf. nécessaire]. Ce château, de style classique, existe encore à Pennautier, près de Carcassonne, avec le parc dessinés par Le Nôtre.
En 1711, à sa mort sans enfants, le château revient à ses neveux et devient la propriété de la famille de Beynaguet.

## Armes
La famille Reich de Pennautier porte: D'azur, au trèfle d'argent, à la bande d'or brochante, au chef de gueules chargé de trois bandes d'or